# Onesia occidentalis
Onesia occidentalis este o specie de muște din genul Onesia, familia Calliphoridae, descrisă de Feng în anul 2003. Conform Catalogue of Life specia Onesia occidentalis nu are subspecii cunoscute.